# Tajemnica Rajskiego Wzgórza
Tajemnica Rajskiego Wzgórza (The Little White Horse, 1946) – powieść dla dzieci autorstwa brytyjskiej pisarki, Elizabeth Goudge.
Jest to opowieść o mieszkańcach starej posiadłości, do której przyjeżdża zamieszkać trzynastoletnia Marynia Merryweather. W drodze na miejsce bohaterka jest świadkiem zdarzeń, których przyczynę stara się wkrótce samodzielnie wyjaśnić.
Powieść została zekranizowana w 1994 postaci sześcioodcinkowego miniserialu telewizyjnego pt. Dolina Moonacre (oryg. Moonacre). W 2009 na ekrany kin weszła adaptacja powieści. Utwór jest ulubioną książką dzieciństwa J.K. Rowling.